# شلاق (سیاست)
شلاق یکی از مقامات حزبی سیاسی است که وظیفه او اطمینان از نظم حزب در یک مجلس قانونگذاری. این به معنای اطمینان از رای دادن اعضای حزب بر اساس مواضع حزب و نه بر اساس ایدئولوژی فردی خود یا خواست حامیان مالی است.
علاوه بر این، اصطلاح «شلاق» ممکن است به معنای دستورالعمل‌های رأی صادر شده به قانونگذاران، یا وضعیت قانونگذار در گروه پارلمانی حزب خود باشد.